# مغامرون حول العالم (فلم)
مغامرون حول العالم هو فيلم كوميدي مصري من إنتاج عام 1978، بطولة عادل إمام وناهد شريف ولبلبة وسمير غانم.

## قصة الفيلم
يتعرف الصديقان ممدوح وصلاح أثناء سفرهما بالباخرة على أمينة وحنان، ويتعرفان أيضا على يوسف الذي ينقل تابوتا لأحد المتوفين لدفنه بالخارج ولكن في حقيقة الأمر يوجد بالتابوت مجوهرات يقوم بتهريبها، يتضح أن أمينة وأباها يعرفون سر التابوت ويعملون على سرقة الثروة، وينضم ممدوح لهم أما صلاح فيبلغ القبطان فيتم القبض على العصابة ويتحفظون على المجوهرات.

## طاقم التمثيل
- ناهد شريف: (أمينة)
- عادل إمام: (ممدوح)
- لبلبة: (حنان)
- سمير غانم: (صلاح)
- زين العشماوي: (يوسف)
- سمير ولي الدين
- سلامة إلياس
- الطوخي توفيق
- مظهر أبو النجا
- عواطف تكلا
- نصر سيف
- نجلاء رمزي
- عبد اللطيف محمد
- مدحت جمال طفل
- منال السبعاوي طفلة

## فريق العمل
- إخراج: محمود فريد
- تأليف: فيصل ندا، بهجت قمر
- إنتاج: أفريقيا فيلم، عبد اللطيف محمد
- توزيع: أفلام إيهاب الليثي
- مونتاج: فكري رستم
- موسيقى تصويرية: ميشيل يوسف
- مدير التصوير: رمزي إبراهيم

## الأغاني
- تأليف: فتحي قورة
- ألحان: منير مراد

## وصلات خارجية
- مقالات تستعمل روابط فنية بلا صلة مع ويكي بيانات
- صفحة الفيلم على موقع السينما